# Glinus
- Commons
- Wikispecies

Glinus L. é um género botânico pertencente à família Molluginaceae.

## Espécies
- Glinus lotoides
- Glinus oppositifolius
- Glinus orygioides
- Glinus radiatus
- Glinus sessiliflorus
- Lista completa

## Classificação do gênero
| Sistema | Classificação                        | Referência               |
| ------- | ------------------------------------ | ------------------------ |
| Linné   | Classe Dodecandria, ordem Pentagynia | Species plantarum (1753) |